# عضلة الساق
عَضلة السَّاق (بالإنجليزية: Gastrocnemius muscle)‏ هي عضلة من عَضلات الطَرف السُفلي لِجسم الإنسان.
العضلة التوأمية للساق هي عضلة سطحية برأسين تقع في الجزء الخلفي من أسفل الساق للإنسان. تمتد من رأسيها فوق الركبة مباشرة إلى الكعب، وهي عضلة ثلاثية المفاصل (حيث تمتد عبر مفاصل الركبة والكاحل وتحت الكاحل). تمت تسمية العضلة باللاتينية، من اليونانية γαστήρ gaster «البطن» أو «المعدة» وκνήμη (knḗmē) «الساق»، مما يعني «معدة الساق» (في إشارة إلى الشكل المنتفخ للعضلة).

## البنية
تقع عضلة الساق التوأمية مع العضلة النعلية في الحجرة الخلفية للساق. ينشأ الرأس الوحشي من اللقمة الجانبية لعظم الفخذ، بينما ينشأ الرأس الإنسي من اللقمة الإنسي لعظم الفخذ. الطرف الآخر يشكل وترًا مشتركًا مع العضلة النعلية؛ يُعرف هذا الوتر باسم الوتر العقبي أو وتر العرقوب أو وتر آشيل Achilles tendon ويتم ارتكازه على السطح الخلفي للعظم العقبي calcaneus. تعتبر عضلة سطحية حيث تقع مباشرة تحت الجلد، وغالبا ما يمكن رؤية شكلها من خلال الجلد.
تَمتلك العضلة التوأمية للساق رأسين وَهُما:
1. الرَّأسُ الوَسطي (الإنسي) (Medial Head): ينشأ مِن السَطح المِأبَضي[4] لِعظمة الفَخذ فَوق اللُقمة الإنسية[5]، وَهُناك جِراب زَليلِيّ (Synovial bursa) يَفصل بين الرَأس الوَسطي والكَبسولة الجانِبية لمفصل الرُكبة.
2. الرَّأسُ الجانِبي (الوَحشي) (Lateral Head): ينشأ مِن الكَبسولة الجانِبية لِمفصل الرُكبة، وغالباً ما يَحتوي الرأس الجانِبي على عَظمة الفُوَيلَة.

توجد العضلة النعلية عميقا تحت عضلة الساق التؤامية (أبعد من الجلد). يعتبر بعض علماء التشريح كلاهما عضلة واحدة - العضلة النعلية ثلاثية الرؤوس triceps surae أو «العضلة ثلاثية الرؤوس الربلية في الساق» - لأنهما يشتركان في ارتكاز مشترك عبر وتر العرقوب Achilles tendon. تعمل العضلة الأخمصية plantaris muscle وجزء من وترها بين العضلتين، والتي تشارك في «قفل» الركبة في وضعية الوقوف. نظرًا لأن الحجرة الأمامي للساق تتوضع جانبيًا بالنسبة لعظم الظنبوب، فإن انتفاخ العضلة الأنسي إلى عظم الظنبوب tibia على الجانب الأمامي هو في الواقع الحجرة الخلفية. إن النعل soleus يتوضع سطحيا على مستوى منتصف عظم الساق الظنبوبي tibia.

### التباينات التشريحية
10٪ إلى 30٪ من الأفراد لديهم عظم سمسمي يسمى «فابيلا» في الرأس الوحشي (الخارجي) لعضلة الساق التؤامية.

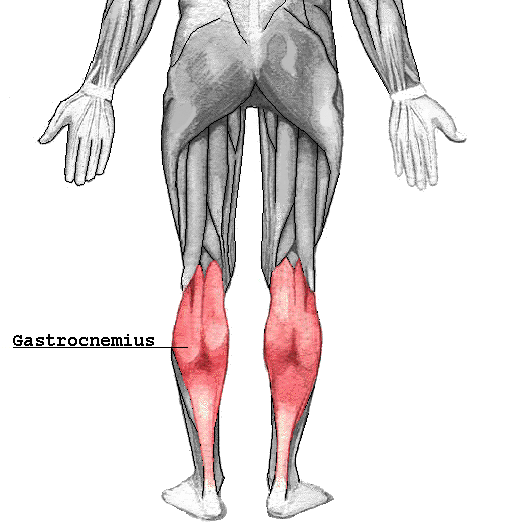
عَضلة السَّاق.

## التعصيب
يتم تعصيب العضلة التوأمية للساق عن طريق العَصَب الظُّنبوبِي الإنسي.

## الحَركة
تَقوم هذه العَضلة بِـ:
1. الثَني الأَخمصي للقَدم.
2. ثَني مِفصل الرُكبة.

## الوظيفة
جنبا إلى جنب مع العضلة النعلية، تشكل عضلة الساق التوأمية نصف عضلة الساق calf muscle. وتتمثل وظيفتها في ثني القدم عند مفصل الكاحل وثني الساق عند مفصل الركبة.
تشارك عضلة الساق التوأمية بشكل أساسي في الجري والقفز وغيرها من الحركات «السريعة» للساق، وبدرجة أقل في المشي والوقوف. يرتبط هذا التخصص بغلبة ألياف العضلات البيضاء (النوع الثاني من الألياف العضلية ذو النشل السريع) الموجودة في عضلة الساق، على عكس العضلة النعلية، التي تحتوي على المزيد من ألياف العضلات الحمراء (النوع الأول من الألياف العضلية ذو النشل بطيء) وهو العضلات النشطة الأساسية عند الوقوف، على النحو الذي تحدده دراسات تخطيط العضلات الكهربائي EMG.

### الطريق الحركي
يتم إنشاء خطة استخدام عضلة الساق في الجري والقفز والركبة وثني أخمص القدم في التلفيف أمام المركزي precentral gyrus للمخ cerebrum في الدماغ brain. بمجرد وضع خطة، يتم إرسال الإشارة إلى أسفل الخلية العصبية الحركية العليا. يتم تمرير الإشارة عبر المحفظة الداخلية internal capsule وتنتشر، أو تتقاطع، في البصلة السيسائية medulla oblongata، وتحديداً في القناة القشرية الجانبية. تستمر الإشارة بالنزول لأسفل عبر القرن الأمامي للنخاع الشوكي حيث تتشابك الخلايا العصبية الحركية العليا مع العصبون الحركي السفلي. يستمر انتشار الإشارة أسفل عبر الفرع الأمامي للجذور العصبي (القطني 4-5 والعجزي 1-5) من الضفيرة العجزية. يتفرع العصب الوركي من الضفيرة العجزية حيث يتم لف الأعصاب الظنبوبية والأعصاب الشظوية المشتركة في غمد واحد. ينفصل العصب الظنبوبي في النهاية عن العصب الوركي ويعصب عضلة الساق. وهكذا، يتم استكمال الخطة التي بدأ بها الدماغ في الأصل، بحيث يمكن تنفيذ حركات الجري والوقوف والقفز.

## الأهمية السريرية
عضلة الساق تميل إلى حدوث التشنجات فيها spasms، وهي تقلصات مؤلمة لا إرادية للعضلة قد تستمر عدة دقائق.
قد تؤدي قوة العطف الظهري الشديد للكاحل إلى إصابة العضلة، والتي يشار إليها عادةً باسم عضلة الربلة «الممزقة torn» أو «الممطة strained»، وهي مؤلمة للغاية ومعيقة عن الحركة.
قد تصاب عضلة الساق بالالتهاب inflamed أيضًا بسبب الإفراط في الاستخدام. قد تكون الأدوية المضادة للالتهابات Anti-inflammatory والعلاج الطبيعي (الحرارة والتدليك والتمدد) مفيدة.
تؤدي التشوهات التشريحية التي تشمل الرأس الإنسي لعضلة الساق التوأمية إلى متلازمة انحباس الشريان المأبضي أو ما يعرف في جراحة الأوعية باسم متلازمة الشريان المأبضي المفخخ popliteal artery entrapment syndrome.

## تاريخيا
في دراسة EMG عام 1967، خلص هيرمان Herman وبراجين Bragin إلى أن أهم دور لها هو الثني الأخمصي plantar flexing في التقلصات الكبيرة وفي التطور السريع للتوتر العضلي tension.

## صور إضافية

مجسم متحرك للعضلة التوأمية للساق اليمنى واليسرى
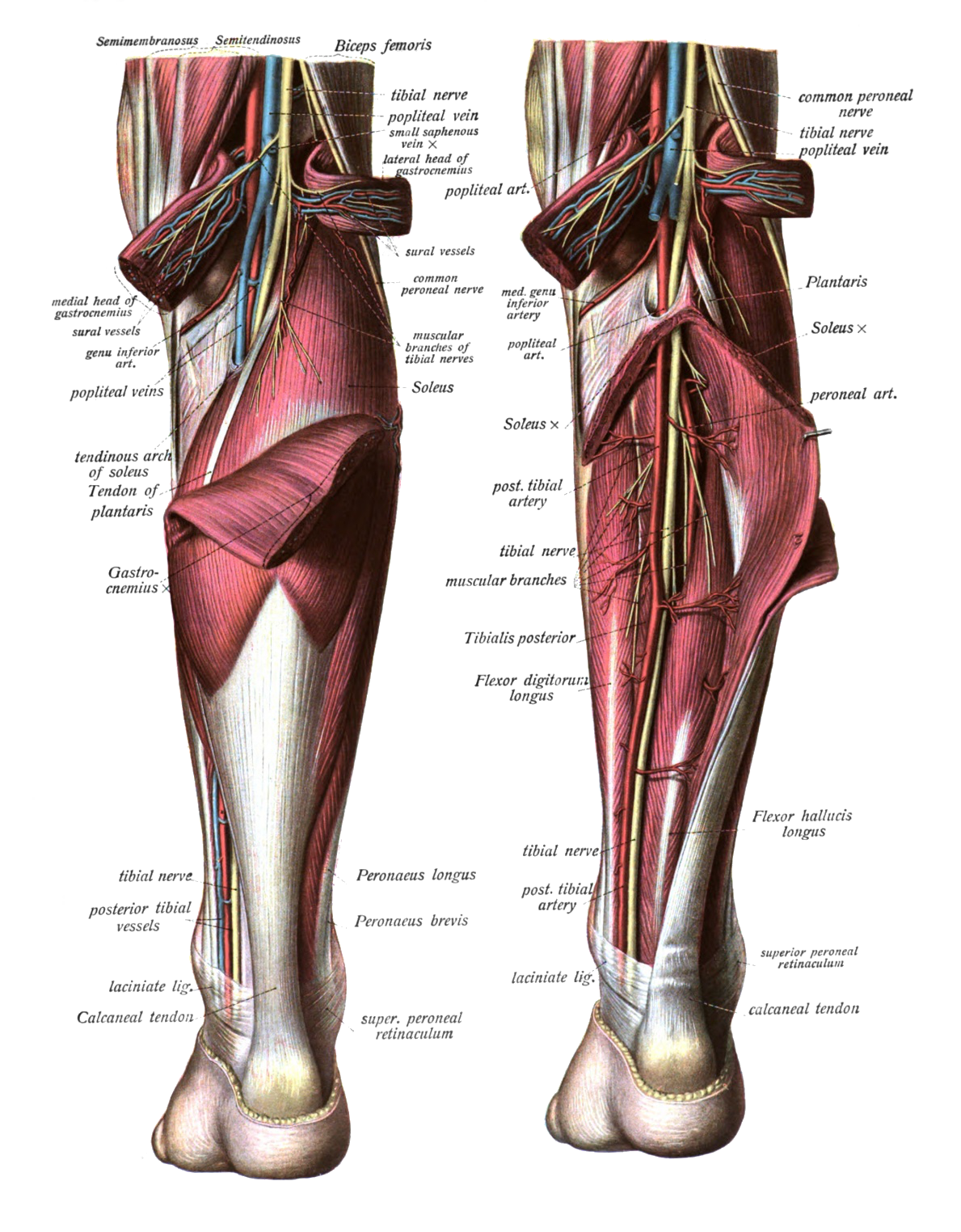
الأوردة والشرايين والأعصاب المحيطة بالعضلة التوأمية للساق
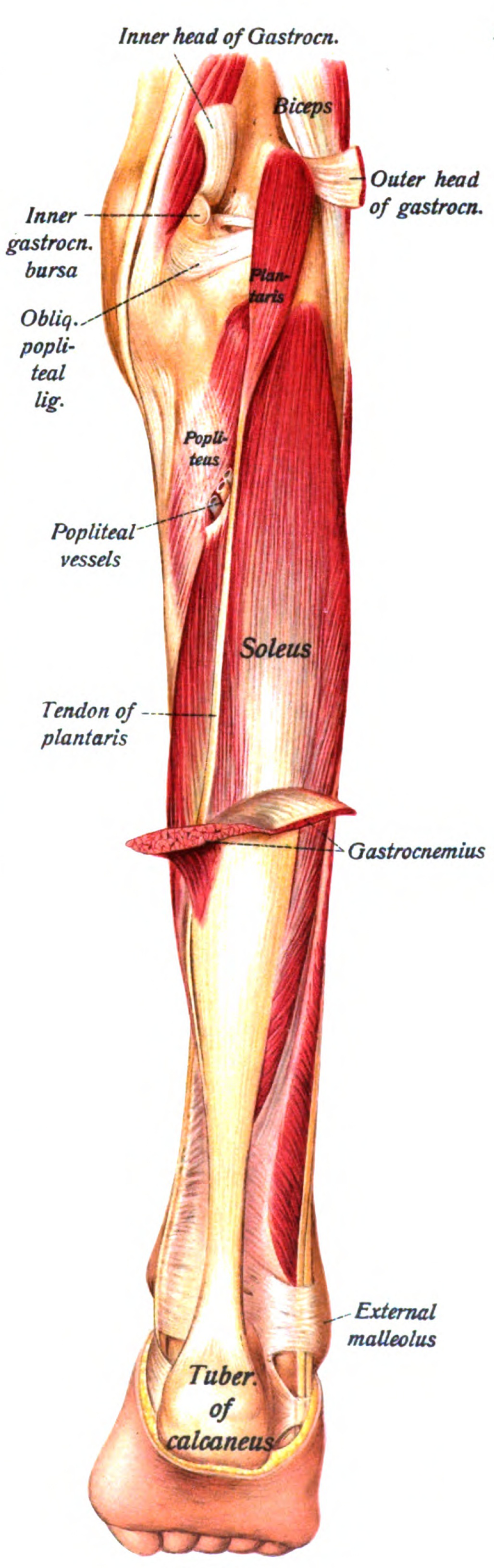
الطبقة العضلية تحت العضلة التوأمية للساق
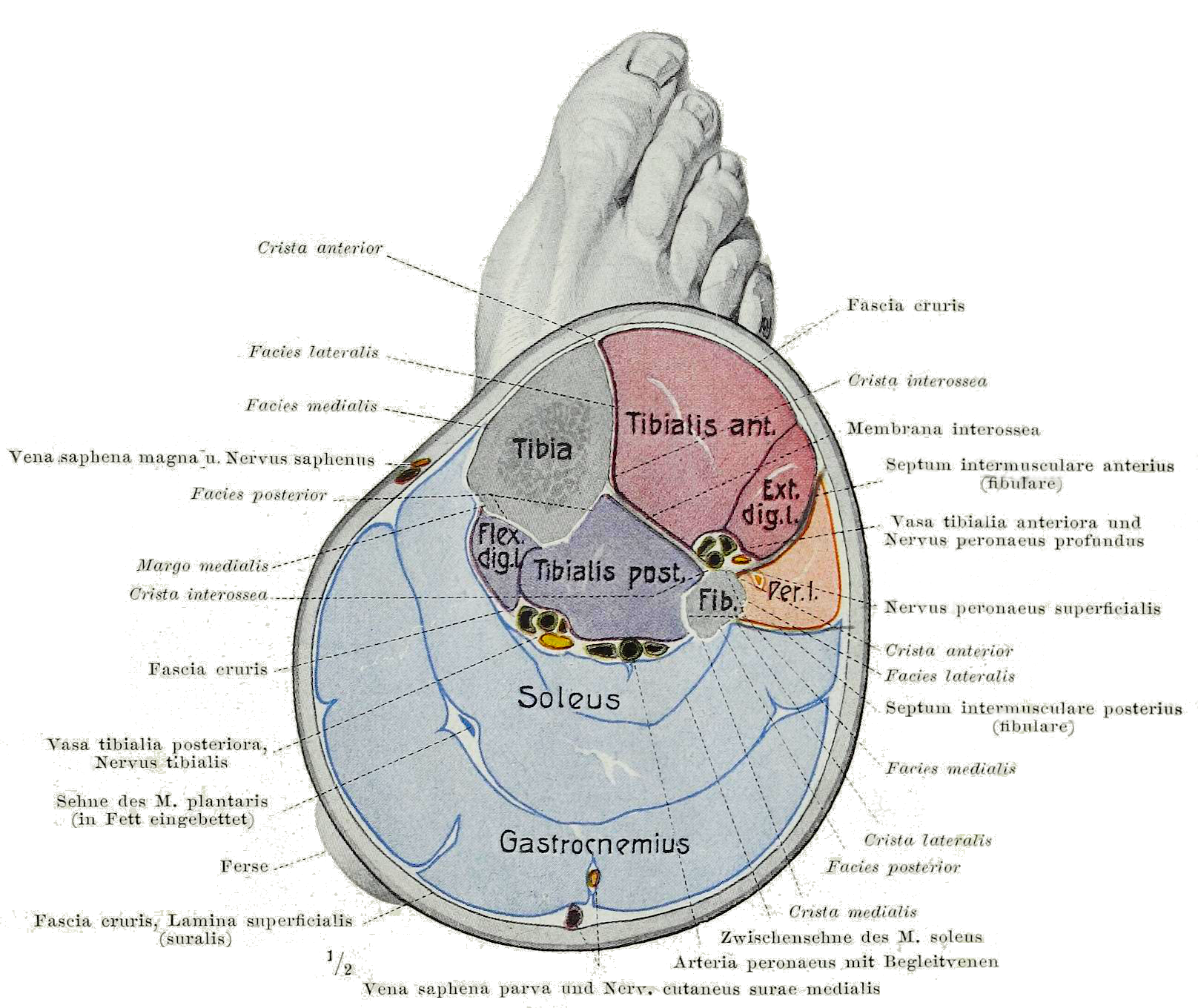
مقطع معترض لأسف الساق وتظهر العضلة التوأمية للساق في الخلف
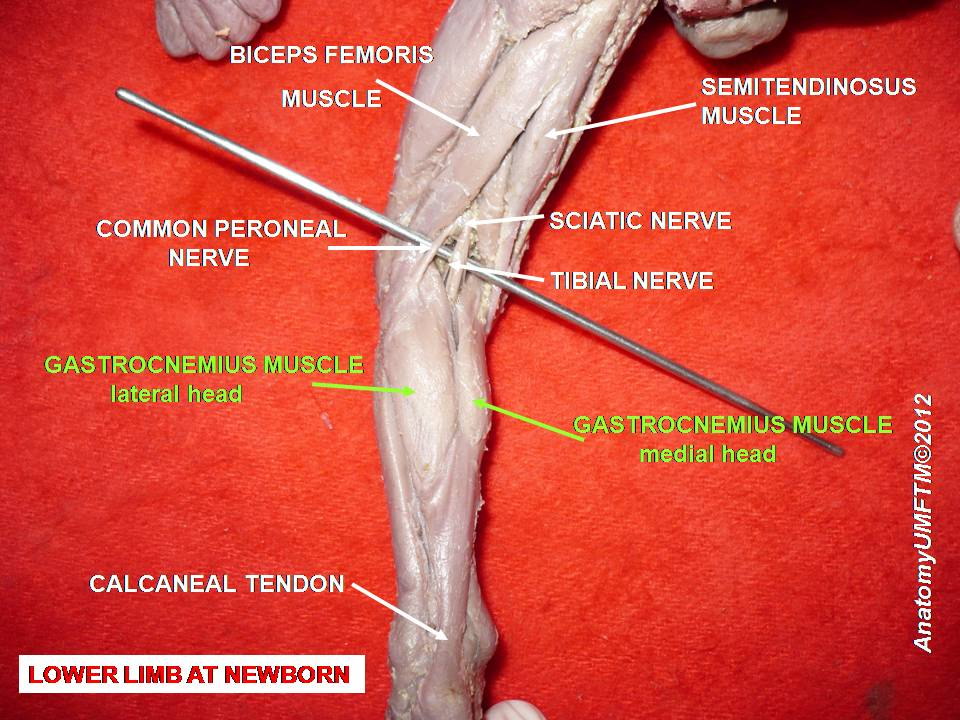
تشريح العضلة التوأمية للساق
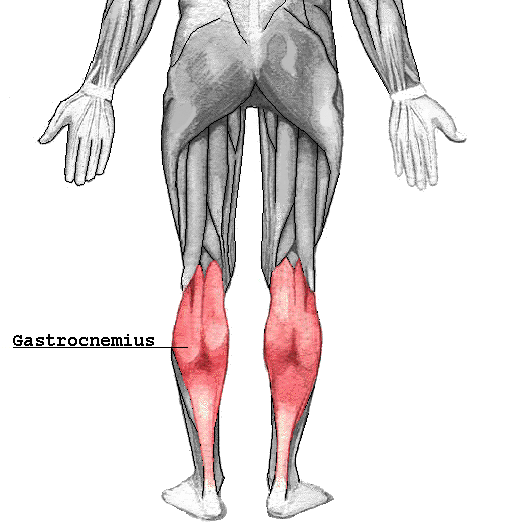
موضع العضلة التوأمية للساق في القسم الخلفي للساق